# Griffin B. Bell
Griffin Boyette Bell (31. oktober 1918 i Americus, Georgia – 5. januar 2009 i Atlanta, Georgia) var en amerikansk jurist og politiker. Han var justitsminister under præsident Jimmy Carter fra 1977 til 1979. 
Bell blev uddannet jurist ved Mercer University og arbejdede efterfølgende som advokat ved advokatkontoret King & Spalding. I 1961 udnævnte præsident John F. Kennedy ham til en føderal appeldomstol.
Han gjorde tjeneste som USA's justitsminister under præsident Jimmy Carter 1977-1979. Dette var kort efter Watergate-skandalen, og det blev fremstillet som principielt kontroversielt og tvivlsomt at præsidenten udnævnte en personlig ven fra sin egen hjemstavn til justitsminister. Men da Bell trak sig tilbage efter to år blev han generelt rost for sin indsats af såvel politikere fra begge store partier som i massemedierne. Under hans embedsperiode opstod Foreign Intelligence Surveillance Act af 1978, meget på grund af hans indsats. Desuden var han præsidentens rådgiver ved udnævnelsen af en række føderale dommere, og æren for, at en række kvinder og medlemmer af minoritetsgrupper kom stærkere ind i denne del af amerikansk retspleje, tillægges ham. Han var usædvanlig åben med sine gøremål og offentliggjorde dagen efter, at de havde fundet sted, hvilke kontakter han havde haft uden for ministeriet: Telefonsamtaler, møder, besøg i Det Hvide Hus, og så videre. Denne meget detaljerede åbenhed blev ikke trendsættende. 
Efter at han fratrådte som justitsminister i august 1979 udnævnte præsident Carter ham til specialudsending til Helsinkikonferencen. 
Han kom senere med i en række regeringsudvalg, særligt under præsidenterne George H.W. Bush og George W. Bush. 
I 2004 støttede Bell præsident George W. Bushs genvalgskampagne.